# S.T. Joshi
Sunand Tryambak Joshi, född 22 juni 1958 i Pune i Indien, är en indisk-amerikansk litteraturforskare.
Joshi är ledande inom studier av skräckförfattaren H. P. Lovecraft samt andra författare. Förutom den fulländade biografin av Lovecraft har han även skrivit om Ambrose Bierce, H. L. Mencken och Lord Dunsany samt bearbetat samlingsvolymer av deras verk.

### Böcker om H.P. Lovecraft ochCthulhu-mytologin
- H. P. Lovecraft and Lovecraft Criticism: An Annotated Bibliography (Kent, OH: Kent State University Press, 1981). Denna bok är nu ersatt av H.P. Lovecraft: A Comprehensive Bibliography (University of Tampa Press, 2009).
- An Index to the Selected Letters of H.P. Lovecraft (Necronomicon Press, 1980; 2nd ed, 1991). (Indexerar de fem band av Lovecrafts brev som publicerades av Arkham House).
- H. P. Lovecraft (Starmont Reader's Guide 13) (Mercer Island, WA: Starmont House, 1982).
- H.P. Lovecraft and Lovecraft Criticism: An Annotated Bibliography: Supplement, 1980-84 (med Leigh Blackmore) (Necronomicon Press, 1984)
- H. P. Lovecraft: The Decline of the West (Mercer Island, WA: Starmont House, 1990).
- H. P. Lovecraft: A Life (West Warwick, RI: Necronomicon Press, 1996). En mer kortfattad version är A Dreamer and a Visionary: H.P. Lovecraft in His Time (Liverpool University Press, 2001). En reviderad och utökad version av detta verk är I Am Providence: The Life and Times of H.P. Lovecraft forthcoming 2010 from Hippocampus Press.
- A Subtler Magick The Writings and Philosophy of H. P. Lovecraft. (Wildside Press, December 1996).
- An H.P. Lovecraft Encyclopedia (with David E. Schultz) (Greenwood Press, 2001)
- Primal Sources: Essays on H. P. Lovecraft (New York: Hippocampus Press, 2003).
- The Rise and Fall of the Cthulhu Mythos (Poplar Bluff, MO: Mythos Books, 2008). ISBN 0-9789911-8-4.

### Andra böcker
- The Weird Tale (Austin: University of Texas Press, 1990).
- John Dickson Carr: A Critical Study (Bowling Green University Popular Press, 1990).
- Lord Dunsany: A Bibliography (med Darrell Schweitzer) (Lanham, MD: Scarecrow Press, 1993).
- Lord Dunsany: Master of the Anglo-Irish Imagination (Westport, CT: Greenwood Press, 1995).
- The Core of Ramsey Campbell: A Bibliography & Reader's Guide (med Ramsey Campbell and Stefan Dziemianowicz) (West Warwick, RI: Necronomicon Press, 1995).
- Sixty Years of Arkham House: A History and Bibliography (Arkham House, 1999)
- The Modern Weird Tale (Jefferson, NC: McFarland, mars 2001).
- Ramsey Campbell and Modern Horror Fiction (Liverpool: Liverpool University Press, juni 2001).
- God's Defenders: What They Believe and Why They Are Wrong (Amherst, NY: Prometheus Books, juni 2003). ISBN 978-1591020806
- The Evolution of the Weird Tale (New York: Hippocampus Press, 2004).
- The Angry Right: Why Conservatives Keep Getting It Wrong (Amherst, NY: Prometheus Books, 2006). ISBN 978-1591024637
- Gore Vidal: A Comprehensive Bibliography (Lanham, MD: Scarecrow Press, 2007). ISBN 0810860015.
- Emperors of Dreams: Some Notes on Weird Poetry (Sydney: P'rea Press, 2008). ISBN 978-0980462531 (paperback i 500 exemplar); ISBN 9780980462548 (deluxe hardcover, 25 numrerade och signerade kopior)
- Classics and Contemporaries: Some Notes on Horror Fiction (New York: Hippocampus Press, 2009). ISBN 978-0-9814888-3-7
- Junk Fiction: America's Obsession with Bestsellers (San Bernardino, CA: Borgo Press, 2009). ISBN 978-1434457134